# Abbir Maius
Abbir Maius (łac. Abbiritanus), także: Abbir Cella - stolica historycznej diecezji w Cesarstwie rzymskim w prowincji Afryka Prokonsularna, sufragania archidiecezji Kartagina, współcześnie jest identyfikowana z ruinami Henchir en-Naam w Tunezji. Obecnie katolickie biskupstwo tytularne.
Jeden z biskupów Abbir Maius, Feliks, został wymieniony na liście prałatów afrykańskich jako jeden z obrońców katolicyzmu w wielkiej kartagińskiej konferencji z 411 mającej rozstrzygnąć spór między katolikami a donatystami.

## Biskupi tytularni
| Lp. | Biskup                 | Funkcja                                                    | Od                | Do                   |
| --- | ---------------------- | ---------------------------------------------------------- | ----------------- | -------------------- |
| 1   | Luigi Van Dyck, CICM   | wikariusz apostolski Suiyüan (Chiny)                       | 10 sierpnia 1915  | 4 grudnia 1937       |
| 2   | Giovanni Battista Hou  | wikariusz apostolski Shihnan (Chiny)                       | 13 lutego 1940    | 10 listopada 1942    |
| 3   | Jan Obłąk              | biskup pomocniczy gnieźnieński biskup pomocniczy warmiński | 20 listopada 1961 | 13 kwietnia 1982     |
| 4   | Bernard Jacqueline     | pro-nuncjusz apostolski w Burundi i Maroku                 | 24 kwietnia 1982  | 26 lutego 2007       |
| 5   | Thaddeus Cho Hwan-kil  | biskup pomocniczy Daegu (Korea Południowa)                 | 23 maja 2007      | 4 listopada 2010     |
| 6   | Miguel Olaortúa Laspra | wikariusz apostolski Iquitos (Peru)                        | 2 lutego 2011     | 1 listopada 2019     |
| 7   | Michael Andrew Gielen  | biskup pomocniczy Auckland (Nowa Zelandia)                 | 6 stycznia 2020   | 21 maja 2022         |
| 8   | Ruben Labajo           | biskup pomocniczy Cebu (Filipiny)                          | 23 czerwca 2022   | 15 października 2024 |